# Lauren Flanigan
Lauren Flanigan (* 18. Mai 1959 in San Francisco) ist eine US-amerikanische Opernsängerin (Sopran).

## Leben
Flanigan debütierte 1991 an der Seattle Opera als Donna Anna in Mozarts Don Giovanni. Später sang sie an diesem Haus auch die Gouvernante in Benjamin Brittens The Turn of the Screw und die Violetta in Verdis La traviata. In der Saison 1992–93 trat sie als Vertretung der erkrankten Aprile Millo an der Seite von Luciano Pavarotti in Verdis I Lombardi an der Metropolitan Opera auf. 1996 debütierte sie an der Mailänder Scala als Abigail ein Verdis Nabucco.
Zum Repertoire Flanigans zählen auch zahlreiche Rollen aus Werken zeitgenössischer Komponisten, so die Christine in Marvin David Levys Mourning Becomes Electra (Lyric Opera of Chicago), die Braut in Judith Wiers The Vanishing Bridegroom (Opera Theatre of Saint Louis) und die Titelrolle in der Uraufführung von Hugo Weisgalls Esther.
Insgesamt trat sie in ungefähr einhundert verschiedenen Opern, darunter mehreren Welturaufführungen auf. Philip Glass komponierte für sie die Vokalpartie seiner 6. Sinfonie nach einem Text von Allen Ginsberg, und ihre Aufnahme von Richard Strauss’ Die Liebe der Danae wurde für einen Grammy nominiert. Sie erhielt u. a. den Betty-Allen-Preis der New York City Opera, einen Preis der American Society of Composers, Authors and Publishers (ASCAP) für ihren Einsatz für die Aufführung der Werke zeitgenössischer Komponistin, und vom Center for Contemporary Opera wurde sie als Artist of the Year ausgezeichnet.